# 高橋重宏
高橋 重宏（たかはし しげひろ、1947年2月18日 - 2011年12月8日）は、日本の福祉学者。東洋大学教授・日本社会事業大学学長などを歴任。

## 略歴
島根県江津市生まれ。島根県立江津高等学校を経て、1969年東洋大学社会学部応用社会学科社会福祉専攻卒業。1971年同大学院社会学研究科社会福祉専攻修士課程修了、1974年同博士課程満期退学。1986年「家族関係の健康化に関する研究」で東京大学より保健学博士の学位を取得。1973年淑徳短期大学助手、1974年専任講師、1979年関東学院大学専任講師、1981年駒澤大学文学部専任講師、1982年助教授、1988年教授となる。1999年日本社会事業大学教授。2005年東洋大学社会学部教授。2011年日本社会事業大学学長となるが、在任中に63歳で死去。

## 著書
- 『母子心中の実態と家族関係の健康化 保健福祉学的アプローチによる研究』川島書店 1987
- 『ウェルフェアからウェルビーイングへ 子どもと親のウェルビーイングの促進:カナダの取り組みに学ぶ』川島書店 1994

### 共編著・監修
- 『社会福祉を考える そのかかわりと生活』島村忠義共編著 川島書店 1980
- 『ソーシャル・ワークを考える 社会福祉の方法と実践』宮崎俊策、定藤丈弘共編 川島書店 1981
- 『児童福祉を考える 子供のしあわせと家族福祉の接点』江幡玲子共編著 川島書店 1983
- 『家族と福祉の未来 現代家族と社会福祉への提言』本村汎共編 全国社会福祉協議会 1987
- 『現代の社会福祉』松本寿昭共編著 家政教育社 1989
- 『人間と家族 21世紀へ向けて』松本寿昭, 佐藤豊道共編 中央法規出版 1995
- 『ハイライト子ども家庭白書 子どもと親のウェルビーイングの促進をめざして』網野武博,柏女霊峰共編著 川島書店 1996
- 『子ども家庭福祉論 子どもと親のウェルビーイングの促進』編著 放送大学教育振興会 1998
- 『ケースワーク 理論的アプローチと技法を中心に』 (社会福祉士・介護福祉士養成テキスト 社会福祉援助技術各論）久保紘章,佐藤豊道共編著 川島書店 1998
- 『子ども家庭福祉論』 (社会福祉選書）才村純共編著 建帛社 1999
- 『子どもの権利擁護 神奈川県の新しいとりくみ』編著 中央法規出版 2000
- 『子ども虐待 子どもへの最大の人権侵害』編 有斐閣 2001
- 『子ども家庭福祉とソーシャルワーク』 (社会福祉基礎シリーズ 児童福祉論）山縣文治, 才村純共編 有斐閣 2002
- 『子ども虐待』 (福祉キーワードシリーズ) 庄司順一共編著 中央法規出版 2002
- 『日本の子ども家庭福祉 児童福祉法制定60年の歩み』監修, 児童福祉法制定60周年記念全国子ども家庭福祉会議実行委員会編 明石書店 2007
- 『児童や家庭に対する支援と子ども家庭福祉制度』芝野松次郎,松原康雄共編著 ミネルヴァ書房 2009
- 『ソーシャルワーク実践の基礎理論 社会福祉援助技術論 上 改訂版』 (社会福祉基礎シリーズ）北島英治,副田あけみ,渡部律子共編 有斐閣 2010

### 翻訳
- マリー・コノリー, マーガレット・マッケンジー『ファミリー・グループ・カンファレンス(FGC) 子ども家庭ソーシャルワーク実践の新たなモデル』監訳. 有斐閣 2005